# Fernand Ouellette
Fernand Ouellette (* 24. September 1930 in Montreal) ist ein kanadischer Dichter und Schriftsteller französischer Sprache.

## Leben und Werk
Fernand Ouellette wurde dreimal mit dem Prix du Gouverneur général ausgezeichnet, 1970 für seinen Essay Les actes retrouvés (Preis abgelehnt), 1985 für seinen Roman Lucie ou un midi en novembre und 1987 für seinen Gedichtband Les heures. 2010 erhielt er für sein Gesamtwerk die Jahresmedaille der Académie des lettres du Québec.

## Werke (Auswahl)

### Dichtung
- Poésie 1953–1971. Hexagone, Montreal 1972.
- En la nuit, la mer. Poèmes 1972–1980. Hexagone, Montreal 1981.
- Choix de poèmes 1955–1997. Hrsg. Georges Leroux. Fides, Québec 2000.
- L’inoubliable. Poèmes 2003–2004. Hexagone, Montreal 2007. (Chronique 3)

### Romane
- Tu regardais intensément Geneviève. 1978.
- La mort vive. 1980.
- Lucie ou Un Midi en novembre. 1985.

### Essays
- Edgar Varèse. 1966.
- Dans le sombre suivi de Le poème et le poétique. 1967.
- Les actes retrouvés. 1970.
- Depuis Novalis, errance et gloses. 1973.
- Journal dénoué. 1974.
- Écrire en notre temps. 1979.
- Ouvertures. Essais. 1988.
- En forme de trajet. Essai. 1996.
- Ombres convives. L’art, la poésie, leur drame, leur comédie. 1997. (Sammelschrift)